# 片岡正二郎
片岡 正二郎（かたおか しょうじろう、1962年5月15日 - ）は、日本の舞台俳優である。
福岡県出身。

## 経歴
串田和美が旗揚げ・主宰を務めた劇団「オンシアター自由劇場」出身、音楽劇『上海バンスキング』、『もっと泣いてよフラッパー』などに出演。
劇団解散後も舞台を中心に俳優として活動。
近年の主な舞台出演作品には、『空中キャバレー 2019』、音楽劇『どうぶつ会議』、『ニンゲン御破算』、ミュージカル『キャバレー』、『キレイ－神様と待ち合わせした女－』などがある。17年上演『24番地の桜の園』では演出助手を務める。
98年には映画監督・坪川拓史と共に「くものすカルテット」を結成し、ヴァイオリン＆マンドリン＆ボーカルを担当。「バチカンブラザース」、「白崎映美と白ばらボーイズ」のメンバー。

## 主な出演

### 舞台
- パ・ラパパンパン （2016年、シアターコクーン）  2021年11月10日にWOWOWオンデマンドで配信
- アンナ・カレーニナ （2023年、シアターコクーン）
- 『GOOD』-善き人-（2024年、世田谷パブリックシアター 他）[1]
- 醉いどれ天使（2025年公演予定、明治座 他）[2]

### 映画
- 上海バンスキング （1988年） - レイモンド・コバチ
- 美式天然(2005年)
- アリア(2007年)
- モルエラニの霧の中(2020年)

### テレビドラマ
- エルピス-希望、あるいは災い- （2022年 フジテレビ系列「月曜夜10時枠の連続ドラマ） - 松本良夫[3][4]